# 謝拉布然卡 (明斯克)
謝拉布然卡（羅馬化：Serabranka），又按俄語名譯為謝列布良卡（俄語：Серебрянка），是一個位於白俄羅斯明斯克東南部列寧區的一個住宅小區。該小區的名字來自於一個莊園的名稱。